# 3. Szaturnusz-gála
A 3. Szaturnusz-gála az 1975-ös év legjobb filmes sci-fi, horror és fantasy alakításait értékelte. A díjátadót 1976. január 31-én tartották Kaliforniában, a kategóriák sora pedig tovább bővült a legjobb rendezőjével és a legjobb színészekével.

## Győztesek és jelöltek
| Legjobb sci-fi film                                                                                           | Legjobb fantasyfilm                                                      |
| --- | ------------------------------------------------------------------------ |
| - Rollerball - A fiú és a kutyája - A stepfordi feleségek                                                     | Doc Savage: The Man of Bronze                                            |
| Legjobb horrorfilm                                                                                            | Legjobb stop-motion animáció                                             |
| - Az ifjú Frankenstein - Fekete karácsony - Bug - A paradicsom fantomja - Rocky Horror Picture Show - Vampira | Jim Danforth                                                             |
| Legjobb smink                                                                                                 | Legjobb forgatókönyv                                                     |
| Az ifjú Frankenstein — William Tuttle                                                                         | - Ib Melchior - Harlan Ellison                                           |
| Legjobb filmzene                                                                                              | Legjobb különleges effektek                                              |
| Rózsa Miklós                                                                                                  | Sötét csillag — Douglas Knapp, Bill Taylor, John Carpenter, Dan O'Bannon |
| Legjobb férfi főszereplő                                                                                      | Legjobb női főszereplő                                                   |
| - James Caan — Rollerball - Don Johnson — A fiú és a kutyája                                                  | Katharine Ross — A stepfordi feleségek                                   |
| Legjobb férfi mellékszereplő                                                                                  | Legjobb női mellékszereplő                                               |
| Marty Feldman — Az ifjú Frankenstein                                                                          | Ida Lupino — The Devil's Rain                                            |
| Legjobb díszlet                                                                                               |                                                                          |
| - Az ifjú Frankenstein — Robert De Vestel, Dale Hennesy                                                       |                                                                          |

### Különdíj
- Az év filmje – A cápa
- Életműdíj – Fritz Lang

## Fordítás
- Ez a szócikk részben vagy egészben  a(z)   3rd Saturn Awards című angol Wikipédia-szócikk fordításán alapul.  Az eredeti cikk szerkesztőit annak laptörténete sorolja fel. Ez a jelzés csupán a megfogalmazás eredetét és a szerzői jogokat jelzi, nem szolgál a cikkben szereplő információk forrásmegjelöléseként.